# Gharb Darfur

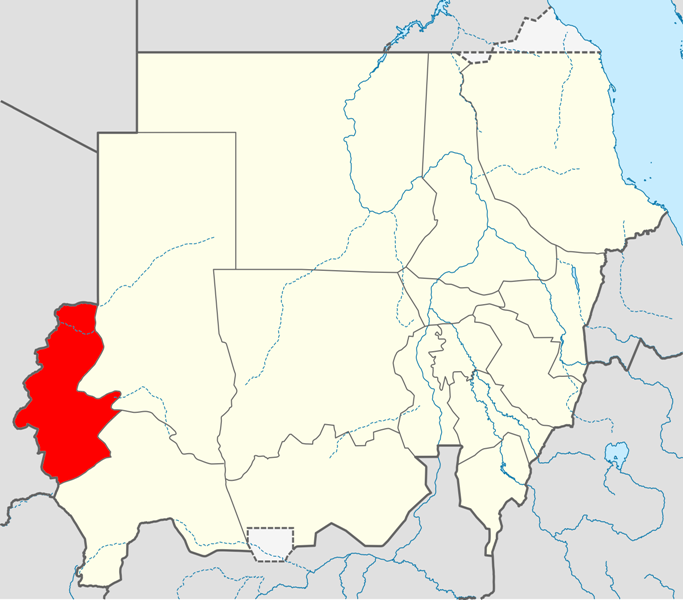
Delstatens läge i Sudan.

Gharb Darfur (arabiska: غرب دارفور) som på svenska också kallas för Västra Darfur, är en av Sudans 15 delstater (wilayat). Befolkningen uppgick till 1 007 000 (2006) på en yta av 79 460 kvadratkilometer. Den administrativa huvudorten är Geneina. 

## Administrativ indelning
Delstaten är indelad i tolv mahaliyya:
- Al Geneina
- Azoum
- Beida
- Habila
- Kerenek
- Kulbus
- Mukjar
- Nertiti
- Sirba
- Um Dukhun
- Wadi Salih
- Zalingei